# Oncidium gardstyle
Oncidium gardstyle är en orkidéart som beskrevs av Guido Jozef Braem och Marcos Antonio Campacci. Oncidium gardstyle ingår i släktet Oncidium och familjen orkidéer. Inga underarter finns listade i Catalogue of Life.